# Трудолюбов, Василий Иванович
Василий Иванович Трудолюбов (7 марта 1907, Сидоренки, Витебская губерния — 6 октября 1948, Ашхабад) — советский военачальник, Герой Советского Союза (29.05.1945). Гвардии полковник (1944).

## Биография
Родился 7 марта 1907 года в деревне Сидоренки Витебской губернии. Семья жила бедно, и Василий, окончив местную начальную школу, стал помогать родителям по хозяйству. С 1924 года, когда умер отец, он остался в доме старшим.
В октябре 1929 года был призван в Красную Армию. Служил в 42-м стрелковом полку Московского военного округа (полк дислоцировался в городе Шуя). В 1930 году окончил полковую школу и как лучший выпускник направлен для продолжения учёбы в Московскую пехотную школу имени М. Ю. Ашенбреннера, которую окончил в 1933 году. Во время учёбы там в 1931 году вступил в ВКП(б). После её успешного окончания в январе 1933 года направлен для прохождения дальнейшей службы в внутренние войска ОГПУ СССР (с 1934 года НКВД СССР), где командовал взводом полковой школы в 18-м железнодорожном полку войск НКВД в Минске, с апреля 1935 командовал дивизионом в 76-м железнодорожном полку войск охраны НКВД Московской области, с февраля 1936 по сентябрь 1936 года был начальником полковой школы в 77-м железнодорожном полку войск НКВД в городе Великие Луки. Затем был направлен на учёбу и в мае 1941 года окончил Военную академию РККА имени М. В. Фрунзе. В том же мае назначен командиром 64-го железнодорожного полка войск НКВД в городе Ковель.

## Великая Отечественная война
В боях Великой Отечественной войны капитан Трудолюбов с рассвета 22 июня 1941 года. Воевал с полком на Юго-Западном фронте, при этом бойцы воевали как обычные пехотинцы. Полк прикрывал отход 15-го стрелкового корпуса, затем прикрывал боевые действия 37-й армии. Участвовал в Львовско-Черновицкой оборонительной операции и в Киевской стратегической оборонительной операции. В сентябре 1941 года в Киевском котле вместе с 37-й армией попал в окружение, при этом в бою у деревни Скобцы Киевской области был ранен. В немецком тылу офицер собрал группу красноармейцев, из которых создал партизанскую группу, стал её командиром и начал рейд по немецким тылам на соединение с советскими войсками. В феврале 1942 года перешёл линию фронта в Понизовском районе Смоленской области с оружием и документами. К тому времени уже числился пропавшим без вести.
До апреля 1942 года проходил проверку в спецлагере НКВД в Мордовской АССР, после её завершения в том же месяце был назначен заместителем командира 87-го железнодорожного полка 31-й дивизии войск НКВД (Вологда). С ноября 1942 года — командир отдельного учебного батальона 140-й стрелковой Сибирской дивизии, которая формировалась в составе Отдельной армии войск НКВД в Новосибирске. В начале февраля 1943 года армия прибыла на фронт, была передана в состав Красной армии и получила наименование 70-я армия. В том же феврале 1943 года Трудолюбов был назначен исполнять должность заместителя командира 96-го Читинского стрелкового полка этой дивизии, участвовал в Севской наступательной операции Центрального фронта.
В июне 1943 года майор В. И. Трудолюбов назначен командиром 222-го армейского запасного стрелкового полка 70-й армии Центрального фронта, участвовал в Курской битве. В начале сентября армия выведена в резерв Ставки ВГК, в феврале 1944 года передана 2-му Белорусскому фронту и участвовала в Полесской наступательной операции. Летом 1944 года армия в составе 1-го Белорусского фронта участвовала в Белорусской наступательной операции.
22 августа 1944 года подполковник В. И. Трудолюбов назначен заместителем командира 38-й гвардейской стрелковой дивизии 70-й армии. Отличился в боях на Сероцком плацдарме, где сначала при его активном участии дивизия стойко выдерживала атаки немецких войск в ходе попытки немецкого командования ликвидировать плацдарм, а перейдя в контрнаступление с 10 по 28 октября овладела крупными населенными пунктами Сегже, Загробы, Велишего, Комарница. Противник понёс большие потери в живой силе и технике. За отличное выполнение заданий командира дивизии в этих боях и личную храбрость полковник В. И. Трудолюбов награждён орденом Красного Знамени.
24 декабря 1944 года полковник В. И. Трудолюбов принял командование 136-й стрелковой дивизией 70-й армии, с которой прошёл до конца войны. Дивизия под его командованием участвовала в Восточно-Прусской и Восточно-Померанской наступательных операциях.
Командир 136-й стрелковой дивизии (47-й стрелковый корпус, 70-я армия, 2-й Белорусский фронт) полковник В. И. Трудолюбов проявил выдающееся мужество и мастерство командира в ходе Берлинской стратегической наступательной операции. 20 апреля 1945 года дивизия полковника Трудолюбова под ураганным огнём противника форсировала Восточный и Западный Одер в районе н.п. Шенинген. Передовые батальоны захватили плацдарм, закрепились на нём и отбили несколько контратак врага. Не давая немцам передышки, Трудолюбов сам повёл части дивизии в атаку, при этом грамотно выбрал направление главного удара. Подразделения дивизии зашли противнику в тыл и овладели высотой, господствовавшей над окружающей местностью, на которой находились немецкие наблюдательные пункты. С этой потерей противник лишился возможности прицельно обстреливать переправы, что позволило быстро навести мосты и начать переправу на плацдарм через Одер танков и артиллерии. А дивизия Трудолюбова уже приступила к расширению плацдарма, взяв штурмом в ночном бою несколько важных опорных пунктов. Вскоре с захваченного плацдарма началось решающее наступление советских войск по Северной Германии на Росток и к острову Рюген.
Указом Президиума Верховного Совета СССР от 29 мая 1945 года за образцовое выполнение заданий командования в боях с немецкими захватчиками и проявленные при этом отвагу и геройство полковнику Трудолюбову Василию Ивановичу присвоено звание Героя Советского Союза с вручением ордена Ленина и медали «Золотая Звезда».
За время войны Трудолюбов был 12 раз упомянут в благодарственных в приказах Верховного Главнокомандующего.
Мать, жена и пятилетняя дочь В. И. Трудолюбова были казнены немецко-фашистскими оккупантами в 1942 году.
После Победы продолжил службу в армии. В 1948 году окончил Высшую военную академию имени К. Е. Ворошилова. В апреле 1948 года был назначен начальником штаба 1-го стрелкового корпуса в Туркестанском военном округе. Погиб 6 октября 1948 года во время землетрясения в Ашхабаде.

## Награды
- Герой Советского Союза (29.05.1945)
- Орден Ленина (29.05.1945)
- Орден Красного Знамени (19.12.1944)
- Орден Кутузова 2-й степени (10.04.1945)
- Орден Отечественной войны 1-й степени (25.05.1944)
- Орден Красной Звезды (3.11.1944)
- Медали